# صدف خاردار اروپایی
صدف خاردار اروپایی (نام علمی: Cardium echinatum) نام یک گونه از خانواده صدف راه‌راه است.